# Elezioni dell'Assemblea degli Esperti del 2006
Le elezioni dell'Assemblea degli Esperti del 2006 si sono tenute il 15 dicembre.

## Candidati
Secondo l'Agenzia di stampa della Repubblica Islamica i candidati ammessi ammontavano a 181. Nonostante questo, il giorno delle elezioni si presentarono solo 165 candidati.

## Risultati
Il Ministero dell'Interno ha riferito di un'affluenza stimata del 60% dei 46,5 milioni di aventi diritto al voto, riportando "oltre 28 milioni di persone" come il numero di elettori che avevano preso parte alle votazioni.
Diversi partiti hanno avuto diversi candidati in comune, ma Baztab News ha riferito che la lista dei candidati annunciata dalla Associazione dei Chierici Militanti ha conquistato la maggior parte dei seggi.

## Post voto
Alla morte di Meshkini è Ali Akbar Hashemi Rafsanjani a succedergli, dal 25 luglio all'8 marzo. In seguito alle Proteste post-elettorali in Iran del 2009-2010, l'8 marzo 2011 Rafsanjani viene sostituito da Mohammad Reza Mahdavi Kani. Il 21 ottobre 2014, a causa del decesso di quest'ultimo, assume il comando Mahmoud Hashemi Shahroudi, a sua volta sostituito da Mohammad Yazdi (10 marzo 2015). Questo periodo è incluso nella Quarta Assemblea di Esperti (dalla durata di circa 9 anni, dal 2007 al 2016).